# Peloton

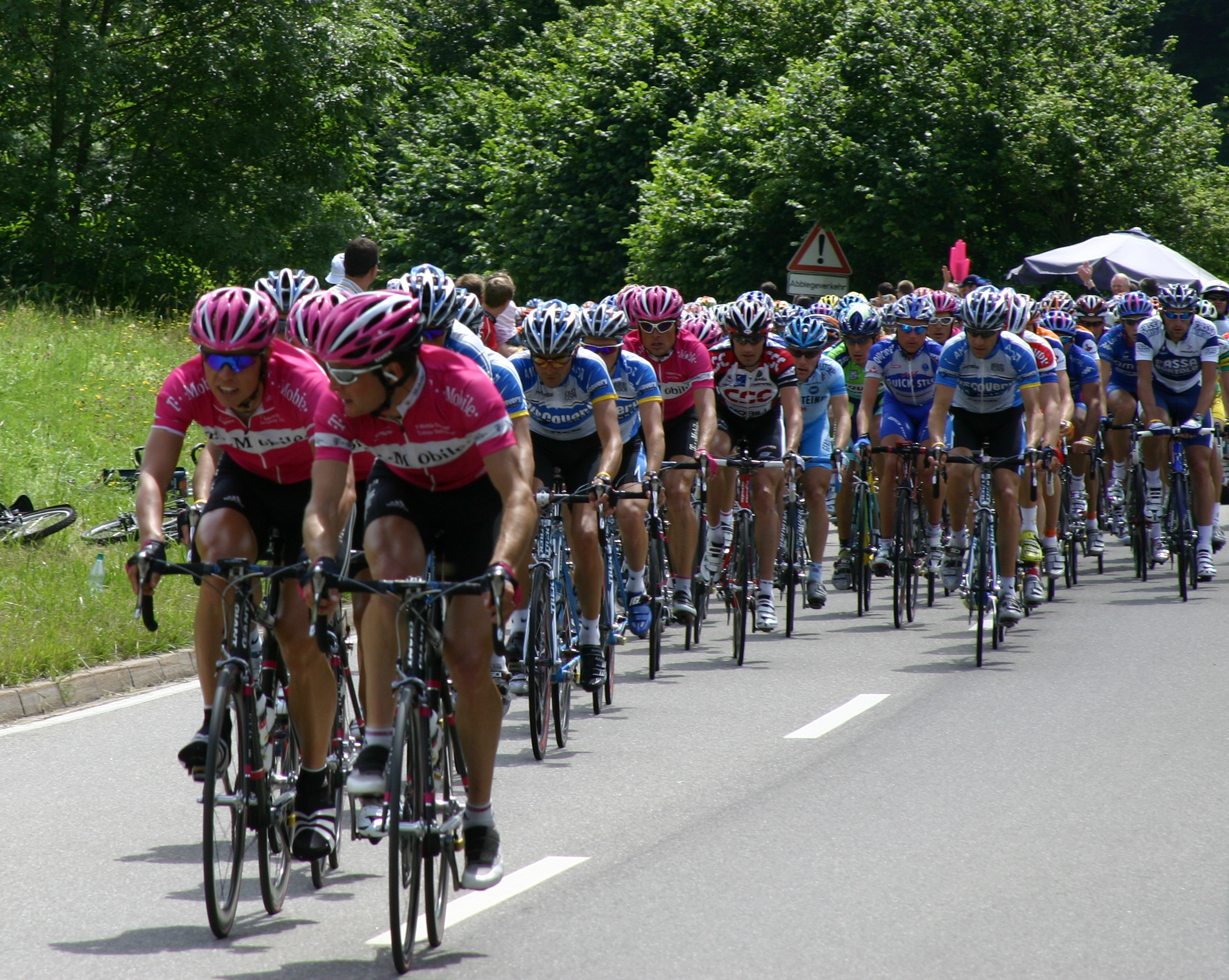
Peloton under Tour de France 2005.

Peloton är franska och betyder "pluton". 
Inom cykelvärlden är pelotonen den grupp, eller det fält av cyklister, som utgör den stora massan – klungan – i ett landsvägslopp. Cyklister i grupp tjänar energi genom att cykla nära varandra eller bakom varandra, tack vare att luftmotståndet minimeras. Luftmotståndet kan minskas med upp till 40 % i mitten av en större grupp.
Peloton kan också referera till gruppen av professionella cyklister i allmänhet.